# Ак-Бура (Ош)
«Ак-Бура» (кирг. Ак-Бура) — киргизський футбольний клуб, який представляє Ош.

## Історія
Футбольний клуб «Ак-Бура» (Ош) у сезоні 2005 року став срібним призером Першої ліги (зона «Південь») та здобув право з наступного сезону виступати серед команд Вищої ліги. В 2006 році команда дебютувала у групі «Б» Вищої ліги та за підсумками сезону посіла 4-те місце, але до фінального етапу клуб не потрапив. У національному кубку найкращим досягненням «Ак-Бури» став вихід до 1/4 фіналу у сезонах 2006 та 2007 років.

## Досягнення
- Топ-Ліга (група «Б»)
  - 4-те місце (1): 2006

- Кубок Киргизстану
  - 1/4 фіналу (2): 2006, 2007